# Il mondo ai suoi piedi
Il mondo ai suoi piedi (The World at Her Feet) è un film muto del 1927 diretto da Luther Reed.